# Bundestagswahlkreis Rottweil – Tuttlingen
Der Wahlkreis Rottweil – Tuttlingen (2005: Wahlkreis 286, 2009: Wahlkreis 285) ist seit 1949 ein Bundestagswahlkreis in Baden-Württemberg.

## Wahlkreis
Der Wahlkreis umfasst die Landkreise Rottweil und Tuttlingen. Bis 1987 trug der Wahlkreis den Namen Rottweil. Seit 1949 wurde der Wahlkreis stets von den Direktkandidaten der CDU gewonnen.
Bei der Bundestagswahl 2005 waren 199.242 Bürger wahlberechtigt, zur Bundestagswahl 2021 198.182.

## Wahlkreisgeschichte
| Wahl      | Wahlkreisname             | Gebiet |
| --------- | ------------------------- | --- |
| 1949      | 3 Rottweil                | Landkreis Rottweil, Landkreis Tuttlingen |
| 1953–1961 | 192 Rottweil              | Landkreis Rottweil, Landkreis Tuttlingen |
| 1965–1976 | 196 Rottweil              | Landkreis Rottweil, Landkreis Tuttlingen, vom Landkreis Hechingen die Gemeinde Wilflingen, vom Landkreis Sigmaringen die Gemeinden Bärenthal und Beuron |
| 1980–1983 | 196 Rottweil              | Landkreis Rottweil, Landkreis Tuttlingen |
| 1987–1998 | 189 Rottweil – Tuttlingen | Landkreis Rottweil, Landkreis Tuttlingen |
| 2002–2005 | 286 Rottweil – Tuttlingen | Landkreis Rottweil, Landkreis Tuttlingen |
| seit 2009 | 285 Rottweil – Tuttlingen | Landkreis Rottweil, Landkreis Tuttlingen |

## Wahlkreisabgeordnete
| Wahl | Abgeordneter | Abgeordneter     | Partei | Stimmen in % |
| ---- | ------------ | ---------------- | ------ | ------------ |
| 1949 |              | Karl Gengler     | CDU    |              |
| 1953 |              | Karl Gengler     | CDU    |              |
| 1957 |              | Bruno Heck       | CDU    |              |
| 1961 |              | Bruno Heck       | CDU    |              |
| 1965 |              | Bruno Heck       | CDU    |              |
| 1969 |              | Bruno Heck       | CDU    |              |
| 1972 |              | Bruno Heck       | CDU    |              |
| 1976 |              | Franz Sauter     | CDU    |              |
| 1980 |              | Franz Sauter     | CDU    |              |
| 1983 |              | Franz Sauter     | CDU    |              |
| 1987 |              | Franz Sauter     | CDU    |              |
| 1990 |              | Volker Kauder    | CDU    |              |
| 1994 |              | Volker Kauder    | CDU    |              |
| 1998 |              | Volker Kauder    | CDU    |              |
| 2002 |              | Volker Kauder    | CDU    |              |
| 2005 | 52,2         | Volker Kauder    | CDU    |              |
| 2009 | 48,1         | Volker Kauder    | CDU    |              |
| 2013 | 57,8         | Volker Kauder    | CDU    |              |
| 2017 | 43,0         | Volker Kauder    | CDU    |              |
| 2021 |              | Maria-Lena Weiss | CDU    | 31,5         |
| 2025 | 38,9         | Maria-Lena Weiss | CDU    |              |

## Wahlergebnisse

### Bundestagswahl 2025
Die vorgezogene Neuwahl des Bundestags im Februar 2025 hatte eine sehr hohe Wahlbeteiligung von 82,3 % im Wahlkreis. Der Wahlkreis wurde von Maria-Lena Weiss, der Kandidatin der CDU, verteidigt. Über die Liste ist auch der Kandidat der AfD Joachim Ralf Josef Bloch in den Bundestag eingezogen.
| Kandidaten                                            | Kandidaten                    | Parteien/Listen     | Erststimmen | Erststimmen | Zweitstimmen | Zweitstimmen |
| Kandidaten                                            | Kandidaten                    | Parteien/Listen     | Stimmen     | %           | Stimmen      | %            |
| ----------------------------------------------------- | ----------------------------- | ------------------- | ----------- | ----------- | ------------ | ------------ |
|                                                       | Maria-Lena Weissgewählt im WK | CDU                 | 62.241      | 38,9        | 55.063       | 34,4         |
|                                                       | Mirko Wilko Witkowski         | SPD                 | 17.696      | 11,1        | 17.306       | 10,8         |
|                                                       | Andreas Ragoschke-Schumm      | GRÜNE               | 12.461      | 7,8         | 12.443       | 7,8          |
|                                                       | Andreas Anton                 | FDP                 | 8.723       | 5,5         | 9.737        | 6,1          |
|                                                       | Joachim Ralf Josef Bloch      | AfD                 | 43.998      | 27,5        | 43.400       | 27,1         |
|                                                       | Anastacia Lausen              | LINKE               | 7.144       | 4,5         | 7.540        | 4,7          |
|                                                       | –                             | dieBasis            | –           | –           | 632          | 0,4          |
|                                                       | Hermann Manfred Regele        | FREIE WÄHLER        | 4.794       | 3,0         | 2.350        | 1,5          |
|                                                       | –                             | Tierschutzpartei    | –           | –           | 1.504        | 0,9          |
|                                                       | –                             | Die PARTEI          | –           | –           | 637          | 0,4          |
|                                                       | Marius Dettki                 | Volt                | 2.763       | 1,7         | 1.264        | 0,8          |
|                                                       | –                             | ÖDP                 | –           | –           | 522          | 0,3          |
|                                                       | –                             | Bündnis C           | –           | –           | 356          | 0,2          |
|                                                       | –                             | MLPD                | –           | –           | 30           | 0,0          |
|                                                       | –                             | BÜNDNIS DEUTSCHLAND | –           | –           | 229          | 0,1          |
|                                                       | –                             | BSW                 | –           | –           | 7.248        | 4,5          |
| Gesamt                                                | Gesamt                        | Gesamt              | 159.820     | 100         | 160.261      | 100          |
|                                                       |                               |                     |             |             |              |              |
| Ungültige Stimmen                                     | Ungültige Stimmen             | Ungültige Stimmen   | 1.586       | 1,0         | 1.145        | 0,7          |
| Wähler                                                | Wähler                        | Wähler              | 161.406     | 82,3        | 161.406      | 82,3         |
| Wahlberechtigte                                       | Wahlberechtigte               | Wahlberechtigte     | 196.201     |             | 196.201      |              |
|                                                       |                               |                     |             |             |              |              |
| Quellen: Die Bundeswahlleiterin, Kandidaten – Stimmen |                               |                     |             |             |              |              |

### Bundestagswahl 2021
Zur Bundestagswahl 2021 traten folgende Kandidaten an.
Ergebnisse der Wahl vom Sonntag, 26. September 2021
| Direktkandidat                     | Partei                | Erststimmen in % | Zweitstimmen in % |
| ---------------------------------- | --------------------- | ---------------- | ----------------- |
| Maria-Lena Weiss                   | CDU                   | 31,5             | 27,6              |
| Mirko Wilko Witkowski              | SPD                   | 16,2             | 18,6              |
| Annette Reif                       | Bündnis 90/Die Grünen | 12,3             | 10,8              |
| Andreas Anton                      | FDP                   | 16,8             | 18,1              |
| Joachim Ralf Josef Bloch           | AfD                   | 13,7             | 13,4              |
| Aynur Karlikli                     | Die Linke             | 2,1              | 2,2               |
| —                                  | Tierschutzpartei      | —                | 1,3               |
| —                                  | Die PARTEI            | —                | 0,7               |
| Carmen Maria Spiegelhalder-Schäfer | FREIE WÄHLER          | 2,5              | 1,8               |
| —                                  | PIRATEN               | —                | 0,4               |
| Tobias Raffelt                     | ÖDP                   | 1,0              | 0,6               |
| —                                  | NPD                   | —                | 0,1               |
| —                                  | DiB                   | —                | 0,1               |
| —                                  | MLPD                  | —                | 0,0               |
| —                                  | DKP                   | —                | 0,0               |
| Andreas Manfred Moritz             | dieBasis              | 3,4              | 2,8               |
| —                                  | Bündnis C             | —                | 0,2               |
| —                                  | BÜRGERBEWEGUNG        | —                | 0,1               |
| —                                  | BÜNDNIS21             | —                | 0,0               |
| —                                  | LKR                   | —                | 0,0               |
| Mario Caraggiu                     | Die Humanisten        | 0,4              | 0,2               |
| —                                  | Gesundheitsforschung  | —                | 0,1               |
| —                                  | Team Todenhöfer       | —                | 0,4               |
| —                                  | Volt                  | —                | 0,3               |

Die Wahlbeteiligung lag bei 75,5 % (149.673 Wähler), davon waren 1.842 ungültige Stimmen. Als Direktkandidatin für den Wahlkreis geht Maria-Lena Weiss von der CDU in den Bundestag. Auch über Landeslisten wurden keine weiteren Personen aus dem Wahlkreis in den Bundestag gewählt.

### Bundestagswahl 2017
Zur Bundestagswahl am 24. September 2017 traten folgende Direktkandidaten an:
| Direktkandidat               | Partei            | Erststimmen in % | Zweitstimmen in % |
| ---------------------------- | ----------------- | ---------------- | ----------------- |
| Volker Kauder                | CDU               | 43,0             | 38,1              |
| Georg Sattler                | SPD               | 15,9             | 14,6              |
| Hubert Nowack                | GRÜNE             | 9,5              | 10,2              |
| Marcel Aulila                | FDP               | 10,8             | 13,5              |
| Reimond Hoffmann             | AfD               | 13,0             | 13,9              |
| Laura Halding-Hoppenheit     | DIE LINKE         | 3,9              | 4,8               |
| Verena Föttinger             | ÖDP               | 1,2              | 0,7               |
| Carmen Spiegelhalder-Schäfer | FREIE WÄHLER      | 1,2              | 0,9               |
| Harald Becker                | Tierschutzallianz | 1,3              | 0,6               |

### Bundestagswahl 2013
Bei der Bundestagswahl am 22. September 2013 standen folgende Kandidaten zur Wahl:
| Direktkandidat     | Partei       | Erststimmen in % | Zweitstimmen in % |
| ------------------ | ------------ | ---------------- | ----------------- |
| Volker Kauder      | CDU          | 57,8             | 51,7              |
| Ergun Can          | SPD          | 17,8             | 17,5              |
| Mechthild Wolber   | FDP          | 3,3              | 6,4               |
| Susanne Kieckbusch | GRÜNE        | 7,5              | 7,4               |
| Edmond Jäger       | DIE LINKE    | 3,8              | 4,0               |
| Wolfram Fischer    | NPD          | 1,6              | 1,5               |
| Bernhard Richter   | ÖDP          | 1,7              | 0,9               |
| Nikolaus Kinzler   | AfD          | 5,0              | 5,8               |
| Hans-Gerd Hoffmann | FREIE WÄHLER | 1,4              | 1,0               |

### Bundestagswahl 2009
Bei der Bundestagswahl 2009 hat Volker Kauder sein Direktmandat klar verteidigt und sich die FDP als zweitstärkste Kraft im Wahlkreis weiter etabliert. Die Wahlbeteiligung sank von 77,4 % auf 70,4 %. Das Zweitstimmenergebnis der SPD war landesweit das schlechteste, während das der FDP bundesweit das beste war.
| Direktkandidat     | Partei               | Erststimmen in % | Zweitstimmen in % | Bundestagswahl 2005 Zweitstimmen in % |
| ------------------ | -------------------- | ---------------- | ----------------- | ------------------------------------- |
| Volker Kauder      | CDU                  | 48,1             | 38,7              | 44,8                                  |
| Peter Fischer      | SPD                  | 16,3             | 16,3              | 26,4                                  |
| Ernst Burgbacher   | FDP                  | 17,7             | 21,9              | 12,9                                  |
| Max Burger-Heidger | GRÜNE                | 8,4              | 9,3               | 7,0                                   |
| Hans-Ulrich Bünger | DIE LINKE            | 5,9              | 6,3               | 3,1                                   |
| Michael Kerber     | NPD                  | 2,2              | 1,7               | 1,5                                   |
| —                  | REP                  | —                | 0,8               | 1,1                                   |
| —                  | PBC                  | —                | 0,6               | 0,7                                   |
| —                  | MLPD                 | —                | 0,0               | 0,1                                   |
| —                  | BüSo                 | —                | 0,1               | 0,1                                   |
| —                  | Volksabstimmung      | —                | 0,4               | —                                     |
| —                  | ADM                  | —                | 0,1               | —                                     |
| —                  | DVU                  | —                | 0,1               | —                                     |
| —                  | DIE VIOLETTEN        | —                | 0,2               | —                                     |
| —                  | Die Tierschutzpartei | —                | 0,7               | —                                     |
| Bernhard Richter   | ödp                  | 1,5              | 1,1               | —                                     |
| —                  | PIRATEN              | —                | 1,7               | —                                     |

### Bundestagswahl 2005
| Direktkandidat   | Partei               | Erststimmen in % | Zweitstimmen in % | Bundestagswahl 2002 Zweitstimmen in % |
| ---------------- | -------------------- | ---------------- | ----------------- | ------------------------------------- |
| Volker Kauder    | CDU                  | 52,2             | 44,8              | 50,6                                  |
| Peter Fischer    | SPD                  | 26,4             | 26,4              | 29,3                                  |
| Martin Lohrmann  | GRÜNE                | 6,1              | 7,0               | 7,4                                   |
| Ernst Burgbacher | FDP                  | 9,2              | 12,9              | 7,8                                   |
| —                | REP                  | —                | 1,1               | 1,2                                   |
| —                | Die Linke            | —                | 3,1               | 0,7                                   |
| —                | PBC                  | —                | 0,7               | 0,5                                   |
| Roland Kiesel    | NPD                  | 2,5              | 1,5               | 0,3                                   |
| —                | GRAUE                | —                | 0,5               | 0,1                                   |
| —                | BüSo                 | —                | 0,1               | 0,0                                   |
| Verena Föttinger | FAMILIE              | 3,7              | 1,7               | —                                     |
| —                | MLPD                 | —                | 0,1               | —                                     |
| —                | Offensive D          | —                | —                 | 0,4                                   |
| —                | Die Tierschutzpartei | —                | —                 | 0,5                                   |
| —                | Die FRAUEN           | —                | —                 | 0,2                                   |
| —                | CM                   | —                | —                 | 0,1                                   |